# Souk El Kouafi
Le souk El Kouafi (arabe : سوق القوافي) est l'un des souks de la médina de Tunis, spécialisé dans la vente de toques pour femmes.

## Localisation
Il est situé à l'ouest de la mosquée Zitouna.